# 슬픈 표정하지 말아요
《슬픈 표정하지 말아요》는 무한궤도가 해체되고 솔로로 독립한 신해철의 데뷔 음반이다.
신해철이 1988년 무한궤도로 MBC 대학가요제에 출전하기 몇달 전에 작곡자인 원경이 소속된 아기천사라는 팀의 요청으로 88년 강변가요제에 출전했었는데 당시 불렀던 곡이 〈그리움은 기다림의 시작이야〉였다. 이 곡이 신해철의 데뷔앨범에서 〈슬픈표정하지 말아요〉로 제목이 바뀌어 실리게 된 것이다. 또한 〈안녕〉이라는 곡은 당시로서는 파격적이었던 영어 랩의 삽입으로 뜨거운 반응을 이끌어내기도 하였다.

## 수록곡
| #             | 제목                     | 작사          | 작곡          | 편곡          | 재생 시간 |
| ------------- | ------------------------ | ------------- | ------------- | ------------- | --------- |
| 1.            | 〈슬픈 표정하지 말아요〉 | 신해철        | 원경          | 신해철        | 4:10      |
| 2.            | 〈떠나 보내며〉          | 신해철        | 신해철        | 신해철        | 4:15      |
| 3.            | 〈너무 어려워〉          | 석훈          | 석훈          | 신해철        | 2:53      |
| 4.            | 〈P.M. 7:20〉            | 신해철        | 정석원        | 신해철        | 4:24      |
| 5.            | 〈함께 가요〉            | 신해철        | 정석원        | 송재준        | 3:55      |
| 6.            | 〈안녕〉                 | 신해철        | 신해철        | 신해철        | 3:31      |
| 7.            | 〈인생이란 이름의 꿈〉   | 신해철        | 정석원        |               | 5:01      |
| 8.            | 〈연극 속에서〉          | 신해철        | 신해철        | 신해철        | 3:09      |
| 9.            | 〈아직도 날 원하나요〉   | 신해철        | 신해철        | 송재준        | 3:52      |
| 10.           | 〈고백〉                 | 신해철        | 신해철        | 신해철        | 4:55      |
| 총 재생 시간: | 총 재생 시간:            | 총 재생 시간: | 총 재생 시간: | 총 재생 시간: | 40:05     |

## 참여
이 목록은 해당 앨범의 LP와 CD포맷의 부클릿을 참고하였다.
| - 신해철 - 프로듀서, 보컬, 작사·작곡·편곡, 컴퓨터 프로그래밍, 리듬(리듬 기타)/리드 기타(전기 기타), 신시사이저, 코러스 세션 - 정석원 - 피아노 - 손무현 - 리드 기타(9) - 박청귀(아라이) - 리듬 기타 - 김현규 - 베이스 기타 - 송재준 - 컴퓨터 프로그래밍 - 최태완, 황수권 - 신시사이저 - 이정식 - 색소폰 - 신윤미, 박선주, 성지훈, 김혜림, 한아로 - 코러스 - 김종현 - 드럼 | 스탭 - 송재준 - 공동 프로듀서 - 윤원준(한국음반 스튜디오), 박영호(마장동), 송형헌(서울 스튜디오) - 녹음 기술자 - 송형헌 - 믹싱 - 서상환(서울 스튜디오) - 커팅 - 정현주 - 디자인 - 유재학 - 매니지먼트 - 홍남혜 패션 스튜디오 - 의상 - 성지훈 - 음반 디렉터 - 이희진 - 사진 |